# Finska rytteriets marsch
Finska rytteriets marsch eller Schwedischer Reitermarsch (fullständig titel: Finska rytteriets marsch i trettioåriga kriget) är en svensk militärmarsch av okänd upphovsman. I Finland kallas den Hakkapeliittain Marssi , vilket kan översättas till  "Hakkapeliternas marsch", och åsyftar de svenska kavallerister som rekryterades i dagens Finland på 1600-talet (se. hakkapeliter). Den välkända texten till marschen skrevs 1872 av den finlandssvenske skalden Zacharias Topelius.

## Historia
Melodin till Finska rytteriets marsch antas vara mycket gammal och kan ha använts redan under trettioåriga kriget. På 1880-talet blev den honnörsmarsch för Uleåborgs bataljon och på 1890-talet för Dragonregementet, samt efter Finlands självständighet 1917 för hela det finska kavalleriet. Numera utgör marschen honnörsmarsch för bland annat finska huvudstaben och arméstaben samt regementsmarsch för bland andra Tavastlands regemente i Finland och för Norrbottens regemente i Sverige, fast då med ny text. Den var Kungl Smålands husarregementes marsch tills regementet drogs in 1927. I Tyska Sydvästafrika spelades den som regementsmarsch av Trompeterkorps der Kaiserlichen Schutztruppe für Deutsch-Südwestafrika i Windhuk fram till 1915

## Text

### Originaltexten på svenska
Den snöiga nord är vårt fädernesland,

där sprakar vår härd på den stormiga strand,

där växte vid svärdet vår seniga arm,

där glödde för tro och för ära vår barm.

Vi vattnade i Nevans bad vår frustande häst

han sam över Weichseln så glad som till fest,

han bar över Rhen vårt hämnande stål,

han drack utur Donau kejsarens skål.

Och rida vi fram över åker och däld,

så springa ur hofvarna gnistor av eld,

så haglar vårt hugg som av hammareslag,

så ljusnar för världen en framtidens dag.

Var tröst, du som suckar i mörker och band!

Vi komma, vi komma, vi lösa din hand.

Där pustar ej träl i vår frostiga nord;

friborne vi rida i fält för Guds ord.

Vid Breitenfeld vi togo Pappenheim i vår famn;

vi skrefvo på Kronenbergs brynja vårt namn;

vi svedde grått skägg för Tilly vid Lech;

vi blödde med kungsblod vid Lützens häck.

Och rida vi långt från vårt nordliga spår,

till glödande druvor och blödande sår,

så smattra trumpeterna segerbud.

Hugg in, tappra led! Fram! Med oss är Gud!

### Norrbottens regementes marsch
Från hembygd i nord mellan älvar och fjäll

vi drogo i lydnad för kungens apell.

När budkavle gick genom susande skog,

vi lämnade skötar, yxa och plog.

En gyllene ren på fanans fält oss ledde framåt

under stjärnornas ljus på den segrande stråt. 

I hemmen blev fälld mången brännande tår

av oro för oss och för ovissa år.

Så drogo vi bort från den bottniska strand

för att dö eller segra för fädernas land.

Att våga vårt liv där fara blev spord

för konung och hem i den snöiga nord.